# Pećane
Pećane falu Horvátországban, Lika-Zengg megyében. Közigazgatásilag Udbinához tartozik.

## Fekvése
Korenicától légvonalban 11 km-re, közúton 15 km-re délre, községközpontjától légvonalban 13 km-re, közúton 17 km-re északra, a Korbavamező északkeleti szélén, az 1-es számú főút mellett fekszik.

## Története
A török 1527-ben szállta meg Lika és Korbava területét, melynek korábbi horvát lakossága elmenekült. A török uralom idején teljes lakosságcsere ment végbe, mivel az elhagyott területre pravoszláv vlachok és katolikus bunyevácok érkeztek. A török kiűzése 1689 után a terület a katonai határőrvidék része lett. Ekkor Dalmáciából újabb szerb telepesek érkeztek, akik először Otocsán környékén Brlog vidékén telepedtek le, majd innen települtek át a mai Pećane és Jošan falvakba. A falunak 1857-ben 618, 1910-ben 730 lakosa volt. A trianoni békeszerződés előtt Lika-Korbava vármegye Korenicai járásához tartozott. Ezt követően előbb a Szerb-Horvát-Szlovén Királyság, majd Jugoszlávia része lett. 1991-ben teljes lakossága szerb nemzetiségű volt, akik a debelo brdoi parókiához tartoztak. A falunak 2011-ben 33 lakosa volt.

## Lakosság
| Lakosság változása | Lakosság változása | Lakosság változása | Lakosság változása | Lakosság változása | Lakosság változása | Lakosság változása | Lakosság változása | Lakosság változása | Lakosság változása | Lakosság változása | Lakosság változása | Lakosság változása | Lakosság változása | Lakosság változása | Lakosság változása |
| ------------------ | ------------------ | ------------------ | ------------------ | ------------------ | ------------------ | ------------------ | ------------------ | ------------------ | ------------------ | ------------------ | ------------------ | ------------------ | ------------------ | ------------------ | ------------------ |
| 1857               | 1869               | 1880               | 1890               | 1900               | 1910               | 1921               | 1931               | 1948               | 1953               | 1961               | 1971               | 1981               | 1991               | 2001               | 2011               |
| 618                | 706                | 614                | 745                | 761                | 730                | 766                | 607                | 376                | 338                | 279                | 184                | 124                | 118                | 45                 | 35                 |

## Híres emberek
Itt született 1924. december 7-én Jovanka Broz (született Budisavljević) Josip Broz Tito jugoszláv elnök felesége.